# Tamluk
Tamluk là một thành phố và khu đô thị của quận Medinipur thuộc bang Tây Bengal, Ấn Độ.

## Địa lý
Tamluk có vị trí 22°18′B 87°55′Đ / 22,3°B 87,92°Đ Nó có độ cao trung bình là 7 mét (22 feet).

## Nhân khẩu
Theo điều tra dân số năm 2001 của Ấn Độ, Tamluk có dân số 45.826 người. Phái nam chiếm 52% tổng số dân và phái nữ chiếm 48%. Tamluk có tỷ lệ 77% biết đọc biết viết, cao hơn tỷ lệ trung bình toàn quốc là 59,5%: tỷ lệ cho phái nam là 83%, và tỷ lệ cho phái nữ là 72%. Tại Tamluk, 11% dân số nhỏ hơn 6 tuổi.